# 自贡桓侯宫
自贡桓侯宫，位于中国四川省自贡市自流井区中华路口，原为清朝屠沽帮会的行业会馆，祀奉张飞，内有戏台、大殿、钟楼鼓等建筑，灰塑、木雕、石刻做工精细，有较高的艺术、历史研究价值。
2007年6月1日公佈為四川省第七批文物保護單位。2013年被列为第七批全国重点文物保护单位。现在辟为古玩店、国画院、硬笔书法家协会、西部书画艺术院、自流井区文化馆。免费对外开放。

## 得名
因张飞的义气与武力以及民间的传说的影响，使得张飞在人们心中有了能文能武的形象:73。民间对他的崇拜自古就有，并在唐宋时期更被神化:73，也因此留下了许多祭祀张飞的祠庙，在明清时期遍布全国。如今位于重庆云阳县的张桓侯庙、四川省阆中的张桓侯祠等等。
据史书记载张飞去世因其“忠肝义胆”而追谥为“桓侯”，桓侯宫因此而得名，这也是屠沽帮会们建造会馆的原因。又因张飞也是屠夫出身，所以被屠沽行帮祭为“始祖”，桓侯宫遂成为屠宰业的行业会馆:17。
根据宋代安刚的《张桓侯庙记》写到“天朝累封进爵为王”:76，当地便俗称桓侯宫为张王庙或张爷庙:106。

## 历史
在清朝雍正时期，随着当时自贡盐业经济繁荣、盐工数量的增多诞生了以屠宰工人为主的屠沽帮会:106。桓侯宫便是由屠沽帮会建于乾隆年间:106:17，《重修桓侯宫碑序记》对此有所记载:16:106：“……乾隆时先辈甫募众醵金，创建桓侯庙……凡正殿及东西二廊、戏台、山门，并供神器具，无不周备而肃观瞻”。咸丰十年（1860年）遭到李永和为首的农民起义军焚毁。同治四年（1865年），曾进行过一次重建，但因为屠宰工人资金有限而停止:106。1872年，由禹国安等人商议再次重建，资金来自“每宰猪一只，按行规抽钱贰百文”。这项重建在光绪元年（1875年）完成:17:106，据碑序记重建后的桓侯宫“……殿阁楼台，既雄且丽。”
1985年9月，桓侯宫成为自贡市文物保护单位。2007年6月成为四川省文物保护单位，并在2013年被列为第七批全国重点文物保护单位。1996年自流井区政府招商引资下对桓候宫进行了一次维修。之后20年间桓候宫未进行过大修，2016年自流井区政府及相关部门启动了对此的排危抢险工程。2016年3月20日施工方正式进场，开启预期半年的第一期工程，将会将恢复原貌的基础上改造为自流井图书馆对外开放。

## 结构
桓侯宫建于路口较大的斜坡上:106，内部依次抬升，坐北向南:16，成封闭式四合院结构:106:16，前后高度差为11.7米:17，由山门、戏楼、钟楼、鼓楼、月台以及正殿构成:17，俯瞰桓侯宫为一不规则四边形:107。总占地面积1240平方米，建筑面积为560平方米
桓侯宫封火墙由青砖修筑，宫内部石雕为当地的黄色砂石，存在风化现象:111。
进入桓侯宫的阶梯与道路有夹角，由宽到窄，坡度缓:107，阶梯两方修建有月台，高低不一。山门两侧筑有石狮。山门左右上下用依着墙面，用砖石修成牌楼状（成凸出状），成四柱三间（有三道门）三重檐牌楼:17，浮雕精细纷繁。在牌楼上檐有竖放的写着“桓侯宫”的匾额，下有“灵分阆郡”四大字中门匾，正门两侧刻有楹联：“大义识君臣，想当年北战东伐，丹心直践桃园誓”“功丰崇庙祀，看今日风微人往，寿世还留刁斗路”:18。
会馆门厅上部为戏台，并相连接:18，门厅狭窄幽暗:109。戏台呈半伸出式，为卷棚歇山顶式，四角翼然:110。面朝庭院，左右两侧连接钟楼和鼓楼:18，整个戏楼面阔三间12.85米。戏台下为庭院，与戏台高度差为3.4米:18，庭院地坪有一定坡度:109，庭院有绿树几株，假山盆景萦绕。最里侧为桓侯宫的正殿，面阔五间21.15米。
- 桓侯宫门前为斜坡
- 正对大门的戏台——杜鹃亭
- 杜鹃亭上俯瞰内部封闭式四合院
- 庭院西部为得月亭
- 庭院东部为望云轩
- 山门的石雕
- 杜鹃亭的木雕
- 屋顶的灰塑